# Hwang Seok-ho
Hwang Seok-ho (ur. 27 czerwca 1989) – południowokoreański piłkarz występujący na pozycji obrońcy w japońskim klubie Sanfrecce Hiroszima oraz w reprezentacji Korei Południowej. Znalazł się w kadrze na Mistrzostwa Świata 2014.